# 鶴澤弥三郎
鶴澤 弥三郎（つるさわ やさぶろう）は、義太夫節三味線方の名跡。

## 初代
初代鶴澤弥三郎
初代鶴澤清七門弟。『増補浄瑠璃大系図』は寛政11年（1799年）を初出座とするが、寛政9年（1797年）2月北堀江市の側芝居『忠義墳盟約大石』の番付に鶴澤弥三郎の名がある。筆頭は師の初代清七。筆末が四代目三二。下2枚目に兄弟子の初代伝吉。以降も師初代清七の出座する芝居に出座。
文化4年（1807年）正月荒木与治兵衛芝居では筆末に。筆頭は二代目竹澤権右衛門。同年5月5日道頓堀角丸芝居「元祖義太夫百廻忌追善浄瑠璃」に出座。同年8月御霊社内芝居で三味線筆頭に昇る。9月同座は兄弟子初代勝次郎（後の二代目清七）が筆頭に座り、筆末に下がる。文化6年（1809年）の見立番付では東前頭6枚目。文化7年（1810年）3月北ノ新地芝居では筆末に。筆頭は兄弟子初代伝吉。同年9月御霊社内では再び三味線筆頭に。
文化8年（1811年）8月北ノ新地芝居で『和田合戦女舞鶴』「大序　奥」で初代竹本織太夫を、「初段　切」で豊竹時太夫を、「二段目　次」で竹本筆太夫を「三段目　中」で豊竹時太夫を、『大和国茜染』「四季けい事」の2枚目をそれぞれ弾いている。翌9月同座でも『伊達娘恋緋鹿子』「八百屋の段　切」で豊竹時太夫を『傾城阿波鳴門』で竹本筆太夫を『壇の浦琴責」のシンをそれぞれ弾いている。文化9年（1812年）2月奈良南都瓦堂芝居では筆頭に座る。文政元年（1818年）の見立番付では西前頭筆頭。
文政3年（1820年）11月名古屋若宮操芝居では『けいせい阿波の鳴戸』「じゅんれいの段」で播磨大掾を弾く。文政5年（1822年）8月四条南側大芝居では三味線筆頭に座る。翌9月道頓堀角丸芝居でも三味線筆頭。11月御霊社内でも三味線筆頭。文政6年（1823年）正月京四条北側芝居で三味線筆頭を皮切りに、2月、9月同座、4月7月8月11月12月御霊境内と全て三味線筆頭が続く。『増補浄瑠璃大系図』に「文政五（※ママ　六）千午七月御霊社内芝居にて大塔宮此時には惣座頭と成」とある。翌年以降も出座する場合は三味線筆頭に座り続けている。
文政7年（1824年）9月北ノ新地芝居の三味線筆頭に朝三郎とある。これは弥三郎のことで、弥の字の使用が差し止められたため、朝三郎と名乗った。『増補浄瑠璃大系図』に「同七年甲申十二月二十八日より同処にて伽羅累物語此時御上様に弥の字差支にて無拠朝三郎にて出勤致すなり」とある。記載の通り12月からではなく、実際には9月からである。12月御霊社内の番付に山城少掾が「朝三郎トハ初代弥三郎也御上ヨリ弥之字差支ヘノ義ニテ右名ト一時改名又々元ヘ戻ル」と書き込んでいる。
文政8年（1825年）2月御霊社内の番付では三味線筆頭に弥三郎とあるが、別版では朝三郎となっている。5月御霊社内の番付の三味線筆頭に鶴澤朝三郎とあるが、病気のため出勤できず、6月2日に死去。最後の出座は3月御霊社内『鎌倉三代記』他となった。戒名は法沢智絃信士。墓所は千日墓所の榎木社にあったが、後に取り払われている。
「弥三郎石碑台正面に門弟二十一人二行に彫る也　横右の方巴太夫綱太夫筆太夫喜太夫弥太夫内匠太夫越太夫文字太夫駒吉寛治二行に彫　同左の方兵吉時造名八島平一当豊二南里世話人頭新蔵辰右衛門南得二行に彫るなり」と『増補浄瑠璃大系図』にある。
門弟に初代鶴澤勝七らがいる。

## 二代目
二代目鶴澤弥三郎
鶴澤町造 ⇒ 二代目鶴澤弥三郎
文化6年（1809年）の見立番付西前頭に鶴澤町造と鶴澤熊吉（『増補浄瑠璃大系図』で二代目弥三郎とされている人。後述）が並んでいる。
文化10年（1813年）2月いなり社内の番付上4枚目に鶴澤町造がいる。筆頭は初代鶴澤勝造（四代目鶴澤蟻鳳）。4月同座では下3枚目。筆頭は初代鶴澤勝造（四代目鶴澤蟻鳳）。筆末は鶴澤勝治郎（二代目清七）。6月同座では上2枚目。筆頭は初代鶴澤勝造（四代目鶴澤蟻鳳）。筆末は鶴澤勝治郎（二代目清七）。文化11年（1814年）12月同座では筆頭が二代目鶴澤伊左衛門（初代花澤伊左衛門）。筆末が初代鶴澤弥三郎で下3枚目。以降もいなり社内の芝居に出座。
文政元年（1818年）の見立番付に西前頭大坂鶴澤町造とある。文政2年（1819年）1月御霊境内で下2枚目。筆頭が初代花澤伊左衛門。筆末が初代鶴澤弥三郎。文政3年（1820年）1月御霊社内の上2枚目。筆頭は鶴澤勝治郎（二代目清七）。以降、同年2月名古屋清寿院芝居への出座が確認出来る以外は番付から鶴澤町造の名が消える。
文政13年＝天保元年（1830年）5月道頓堀竹田芝居の上2枚目に鶴澤町造。筆頭は四代目鶴澤寛治。同年9月道頓堀竹田芝居の上3枚目に町造事鶴澤弥三郎とあり、二代目鶴澤弥三郎を襲名した。筆頭は鶴澤勇造。初代鶴澤勇造は初代清七門弟で、初代弥三郎とは兄弟弟子となる。
同年11月同座下3枚目。筆頭は鶴澤勇造。天保2年（1831年）3月御霊社内上2枚目。筆頭は初代豊吉事二代目鶴澤伝吉。
天保3年（1832年）の見立番付に東前頭大坂鶴澤弥三郎。天保11年（1840年）の見立番付に行司鶴澤弥三郎。同年他の番付では世話人となっている。
天保12年（1841年）1月稲荷社内東芝居中央付近に鶴澤弥三郎。筆頭は初代鶴澤勝右衛門（三代目清七）。
後述の通り同月堀江市の側芝居で甚蔵事三代目鶴澤弥三郎の襲名が行われている。以降の出座は不明。
『増補浄瑠璃大系図』では初代弥三郎門弟の鶴澤熊吉が二代目鶴澤弥三郎を名乗ったと記しているが、二代目鶴澤弥三郎としての芝居出勤が不明である。「通称網熊と云師匠事文政八年故人となられし後改名して二代目鶴沢弥三郎と成て予州道後の浪花屋と云住居せしが天保八年の頃大坂に帰りて死去」

## 三代目
竹澤甚造（甚蔵） ⇒ 鶴澤甚造（甚蔵） ⇒ 三代目鶴澤弥三郎
四代目竹澤弥七（通称：新町）門弟。竹本多満太夫（通称：金玉）の弟。
「竹澤甚造　新町弥七門弟にて同処槌屋横丁豊島屋事金玉多満太夫の弟なり 幼年の砌より師に従ひ修行致段々熟して出精致され」と『増補浄瑠璃大系図』にある。
天保4年（1833年）8月市の側芝居の番付に竹澤甚蔵の名がある。同年師四代目竹澤弥七が没しているため、鶴澤姓の三味線弾きの門弟となり、鶴澤甚造と改姓。天保5年（1834年）頃より鶴澤甚造としての出座が確認でき、五代目竹澤弥七が筆頭を勤める北の新地芝居に出座している。以降も、多満太夫と一座している。
天保12年（1841年）1月堀江市の側芝居下4枚目に甚蔵事鶴澤弥三郎とあり、三代目鶴澤弥三郎を襲名。『増補浄瑠璃大系図』は「鶴澤弥三郎と云大名（跡）を譲り受尤智因有て是三代目なり」と記す。同月稲荷社内の番付にも鶴澤弥三郎とあるが、これは二代目である。同年の見立番付東前前頭大坂甚造事鶴澤弥三郎とある。
天保14年（1843年）三都太夫三味線人形改名附録に「甚造改　鶴澤弥三郎」とある。弘化3年（1846年）道頓堀竹田芝居で筆末（筆頭は四代目鶴澤寛治）。以降同座の筆末に座る。
弘化4年（1847年）7月西横堀清水町浜『仮名手本忠臣蔵』「勘平住家の段 切」で七代目竹本咲太夫を弾く。
嘉永元年（1848年）三都太夫三味線人形改名附録に「弥三郎改 鶴澤清三郎」とあるが、清三郎とは改名していない。嘉永2年（1849年）9月西の宮芝居の上2枚目に鶴澤弥三郎がいる（筆頭は鶴澤林造）。同年の見立番付では東前頭大坂鶴澤弥三郎となっている。
嘉永3年（1850年）1月新築地御池浜横『ひらかな盛衰記』「物語の段 中」「松右衛門住家の段 切」で五代目豊竹八重太夫を弾く。嘉永4年（1851年）1月道頓堀竹田芝居の下3枚目。筆頭は三代目鶴澤清七。同座2月では筆末。筆頭は三代目鶴澤清七。同年の三都太夫三味線操改名録に「甚造　鶴澤弥三郎」とある。また同年の見立番付では東前頭江戸鶴澤弥三郎となっており、江戸に下った。以降も見立番付で「江戸鶴澤弥三郎」となっている。『増補浄瑠璃大系図』はこの江戸下りを「時に嘉永四年亥二月道頓堀竹田芝居にて妹背山此時出勤致し大坂に門弟も有しが捨置て東京へ赴き夫より段々長逗留となり終に彼是三十五六年も住居致今に無事にて居らるヽ事明治十九年也大坂といふ故郷をわすれ彼地の土に成とは残念の事也」と記す。
安政3年（1856年）1月江戸堺町楽屋新道五鱗亭『絵本太功記』「局注進の段 切」で豊竹磯太夫を弾く。「尼ヶ崎の段 切」は四代目豊竹岡太夫二代目鶴澤清糸。安政4年（1857年）の見立番付では行司江戸鶴澤弥三郎。万延元年（1860年）7月江戸西両国の芝居で三味線筆頭に座る。筆末は二代目鶴澤清糸。文久元年（1861年）の見立番付には行司江戸鶴澤弥三郎と東前頭大坂鶴澤弥三郎がいる。文久3年（1863年）の見立番付では東前頭大坂鶴澤弥三郎のみとなる。慶応元年（1865年）の見立番付では次第不同頭取に鶴澤弥三郎。慶応2年（1866年）の見立番付では別前頭に鶴澤弥三郎とあり、以降も慶応4年（1868年）まで別前頭鶴澤弥三郎となっている。明治以降の出座等は不明。

## 四代目
前述の文久年間の見立番付に名前がある鶴澤弥三郎（四代目鶴澤友治郎門弟）か、昭和年間に三代目鶴澤勇七を名乗った人か。
昭和6年（1931年）10月12日松屋町実業会館 鶴澤弥三郎 五代鶴澤勇造門となり三代鶴澤勇七襲名披露と『義太夫年表昭和篇』にある。弥三郎や勇七での文楽出座歴は無し。五代目勇造は稽古屋であり、初代鶴澤勇造は初代清七門弟で、初代弥三郎とは兄弟弟子となる。

## 五代目
鶴澤芳之助 ⇒ 五代目鶴澤弥三郎
本名：田中市松。明治23年（1890年）12月2日大阪市西区生まれ。三代目鶴澤清六の養子（長女婿）にして門弟。義弟に五代目鶴澤鶴太郎（三代目鶴澤清六の長男）。
明治39年（1906年）1月三代目鶴澤清六門弟となり、鶴澤芳之助を名乗る。同年4月御霊文楽座の番付に、鶴澤芳之介の名がある。以降、番付表記は鶴澤芳之介とするものもある。以降も御霊文楽座に出座。
大正3年（1914年）3月御霊文楽座で、養父三代目清六の甥である初代竹本静太夫（後の四代目竹本大隅太夫）の『仮名手本忠臣蔵』「裏門の段」を弾く。同年5月8日より3日間、三代目清六の故郷である静岡にて、清六父母追善興行を静岡入道館で行われ、参加。「古靱、静（四代目大隅太夫、三代目清六甥）、光、つばめ（八代目綱太夫）、い、清六、徳太郎（五代目徳太郎＝四代目清六）、芳之助（五代目弥三郎、三代目清六養子）、浅造（四代目重造、三代目清六門弟）」と、『義太夫年表大正篇』にある。以降も、従兄弟同士の初代静太夫や師三代目清六のツレを弾いている。
大正7年（1918年）6月御霊文楽座『碁太平記白石噺』「逆井村与茂作住家の段 中」で初代竹本静太夫を弾く。劇評に「逆井村。棒鱈と思ってゐた静も音使ひに就ては可なり心得てゐるものと見えておさよの述懐の間にチョット味をやりました。糸の芳之助は徳太郎と共に清六門下の二俊才、後来恐るべき腕を持ってゐます」とある（五代目徳太郎＝四代目清六と三代目清六は師弟関係にはない。四代目鶴澤清六欄参照）。
大正8年（1919年）1月御霊文楽座の番付で下5枚目となり、半沢に昇格。同年7月の巡業では二代目豊竹呂太夫を弾いている。大正9年（1920年）7月の巡業では初代竹本静太夫を弾く。大正11年（1922年）1月御霊文楽座『増補忠臣蔵』「本蔵下屋敷の段 切」の二代目古靱太夫を弾いていた師・養父三代目清六が風にて9日より休演したため、芳之助が代役する。師・養父三代目清六は19日に心筋梗塞により55歳で死去。病中「わしも大隅さんを弾かなんだら、もつと長生きできたんやが」と述懐していた。
「歿くなったのば大正十一年の一月十九日。一月興行の私の役は、「付け物」の「本蔵下屋敷」で、この時初めてあとへ「追い出し」―「両国橋勢揃」―が付きました。二日初日で、清六さんは風邪気味で九日から休演されましたが、これが弾いて貰い納めになりました」
大正13年（1924年）2月『八陣守護城』「毒酒の段 切」の二代目古靱太夫を弾いていた四代目清六が24,25日と休演したため、芳之助が代役する。
同年5月御霊文楽座より本澤に昇格。下3枚目。同年7月第3回向上会『仮名手本忠臣蔵』で壱の組「勘平切腹の段」で豊竹和泉太夫を、弐の組「判官切腹の段」で竹本鶴尾太夫を、それぞれ弾く。
大正14年（1925年）1月新京極文楽座『義経千本桜』「大物ヶ浦渡海屋の段 次」「小金吾討死の段 奥」で豊竹和泉太夫、「道行初音旅路」を弾く。同月同座『菅原伝授手習鑑』「茶筅酒の段」で豊竹和泉太夫を弾く。2月同座『平仮名盛衰記』「笹引の段」で豊竹和泉太夫を弾く。同月同座『碁太平記白石噺』「吉原揚屋の段 切」で豊竹和泉太夫を『桂川連理柵』「道行の段」で2枚目を弾く。
昭和改元後は長く三代目竹本相生太夫を弾く。
昭和8年（1933年）6月の六代目竹本土佐太夫一行の巡業では二代目豊竹つばめ太夫（八代目竹本綱太夫）を弾く。同年9月四ツ橋文楽座第2回文楽若手特別興行にて『艶容女舞衣』「酒屋の段」『双蝶々曲輪日記』「八幡里引窓の段」で二代目豊竹つばめ太夫（八代目竹本綱太夫）を弾き、好成績を挙げたとし、木谷蓬吟より記念品が贈呈された。同様に三代目竹本相生太夫・四代目鶴澤清二郎（初代藤蔵）もペアも受賞。
同年11月四ツ橋文楽座第3回文楽若手特別興行にても二代目豊竹つばめ太夫（八代目竹本綱太夫）を弾く。役場は『一谷嫩軍記』「陣屋の段」『敵討襤褸錦』「大晏寺堤の段」。
この「大晏寺堤の段」につき、八代目竹本綱太夫は『でんでん虫』に七代目野澤吉兵衛に稽古に行った際のエピソードが収録されている。「私に勉強会で「大晏寺」（敵討襤褸錦）という珍しい役がついたので三味線の芳之助さん（のちに彌三郎になって故人となりました）に相談して夙川へ行って稽古してもらおうと云い出して一緒にお伺いしたら「これは淡路町（六世友治郎師匠）へ行ったほうがよろしいで」と云うて下さいました。自分のほかにふさわしい師匠があれば虚心に推薦されるのです。」
以降も、若手公演で二代目豊竹つばめ太夫（八代目竹本綱太夫）を弾く。
昭和10年（1935年）10月四ツ橋文楽座『本朝廿四孝』「十種香より狐火の段」八重垣姫：四代目南部太夫、武田勝頼：二代目つばめ太夫、腰元濡衣：三代目呂太夫他の掛け合いのシンを勤め芳之助改五代目鶴澤弥三郎を襲名。
同月の御影公会堂での公演で『本朝廿四孝』「十種香の段」で竹本小春太夫（七代目土佐太夫）を弾き芳之助改五代目鶴澤弥三郎の披露をしている。翌11月の岡山劇場での巡業では竹本小春太夫（七代目土佐太夫）らの『壇浦兜軍記』「阿古屋琴責の段」を弾き芳之助改五代目鶴澤弥三郎の披露をしている。
昭和11年（1936年）1月四ツ橋文楽座『寿式三番叟』の3枚目（シンは初代鶴澤道八）が番付上で確認できる最後の出座。同年2月1日没。享年47歳。
新義座への参加に意欲的であり、「三味線の芳之肋（後の彌三郎）さんは病気入院中でありましたが、新聞で知っていたそうで「えらいことをやってくれたナ。わしも病気がなおったら追っかけてゆくデ」といってくれました。」と八代目竹本綱太夫は残している。その新義座は五代目弥三郎の命日である2月1日に正式に発足した。
大正年間にニットーレコードの収録に参加している。『近頃河原達引』「堀川猿回しの段」で二代目古靱太夫・三代目清六のツレ弾き。『壇浦兜軍記』二代目古靱太夫他・二代目豊澤新左衛門のツレ弾き。『双蝶々曲輪日記』「引窓の段」で二代目古靱太夫を弾いている。